# Egipatsko-jugoslavenski odnosi
|        |                                                  |
| Egipat | Socijalistička Federativna Republika Jugoslavija |

Egipatsko-jugoslavenski odnosi bili su povijesni odnosi između Egipta i Jugoslavije u 20. stoljeću. Obje zemlje bile su među osnivačima i ključnim članicama vanblokovskog Pokreta nesvrstanih u razdoblju Hladnog rata.
Iako su u početku bili marginalni, odnosi između dvije mediteranske zemlje značajno su se razvili nakon Sovjetsko-jugoslavenskog raskola 1948. godine i revolucije u Egiptu 1952. Beograd, glavni grad Jugoslavije, bio je domaćin prve konferencije Pokreta nesvrstanih za koju je pripremni sastanak održan u Kairu, dok je Kairo bio domaćin druge konferencije 1964. godine. Iako je bila kritična prema određenim dijelovima Sporazuma iz Camp Davida, Jugoslavija je ostala glavni nesvrstani pobornik egipatskog umjerenog i realističkog pristupa rješavanju bliskoistočnih pitanja, i snažno se protivila oštroj kritici Kaira ili prijedlozima koji su dovodili u pitanje sudjelovanje zemlje u djelovanju pokreta.

## Povijest

### Drugi svjetski rat
Kraljeva jugoslavenska vlada u progonstvu  28. rujna 1943. godine prešla je u Egipat, gde je ostala do 1944. godine.
U završnoj fazi Drugog svjetskog rata oko 30 000 jugoslavenskih izbjeglica iz Dalmacije koja se našla pod njemačkom okupacijom pronašlo je utočište u egipatskoj pustinji u logoru El Shatt. Logor u El Shattu bio je jedan od prvih trajnijih pokušaja u izgradnji institucija partizanske države (poslije kraćih epizoda s Užičkom i Bihaćkom republikom). U egipatskoj pustinji osnovane su škole, novine, te su prakticirani novi rodni i radni odnosi. Za partizane je to bila prilika i da rade na razvoju odnosa sa zapadnim saveznicima.

### Hladni rat
Po završetku Drugog svjetskog rata u Jugoslaviji nova socijalistička vlast naslijedila je staro predstavništvo u Kairu koje je vodila predratna monarhija. Odnosi između dvije zemlje bili su zanemarivi i trgovina je bila ograničena gotovo isključivo na egipatski izvoz pamuka i jugoslavenski izvoz drva. Poslijeratna Jugoslavija blisko je pratila vanjsku politiku Sovjetskog Saveza dok je Kraljevstvo Egipat slijedilo vanjsku politiku Ujedinjenog Kraljevstva. Komunistička partija Jugoslavije pokušala je uspostaviti prve kontakte s egipatskim komunistima i socijalistima te njihovim ilegalnim organizacijama 1946. godine. Veleposlanstvo Jugoslavije uspostavilo je kontakt s jednom komunističkom aktivisticom i podržalo je u prevođenju Ustava Jugoslavije iz 1946. na arapski jezik, objavivši taj prijevod u 10 000 primjeraka. Ovom akcijom posebno su bili zadovoljni egipatski komunisti koji su se nalazili u Beogradu. U travnju 1947. godine egipatska je vlada zatražila od jugoslavenskog ambasadora da napusti zemlju, ali je istovremeno pokušavala kontrolirati antijugoslavensku medijsku kampanju, posebice vidljivu u listu „Savadi” koja je trajala sve do 1948. godine. Novi jugoslavenski veleposlanik uspio je organizirati da grupa mladih iz Egipta sudjeluje u omladinskoj radnoj akciji u Jugoslaviji na izgradnji pruge Šamac-Sarajevo. Egipatski domaćini tolerirali su ovu akciju jer je prošlo svega nekoliko mjeseci otkad je prethodni veleposlanik zamoljen da napusti zemlju.
Situacija se, međutim, promijenila u Jugoslaviji 1948. nakon raskola sa Sovjetskim Savezom. Taj je raskol u početku negativno utjecao na već zanemarive odnose jer je jugoslavenski predstavnik u Kairu prebjegao na prosovjetsku stranu i emigrirao u Moskvu sa značajnim dijelom arhive. Većina egipatskih komunista snažno je podržavala stav Sovjetskog Saveza i prekinula skoro sve veze s Jugoslavijom. Jugoslavija je ipak mogla nastaviti suradnju s legalnim socijaldemokratama i socijalistima u Egiptu. Odnosi između dvije zemlje u početku nisu poboljšani zbog jugoslavenske podrške Izraelu, što je rezultiralo i zabranom uplovljavanja jugoslavenskih brodova u egipatske luke. Krajem 1949. i 1950. Hasan Sobhi, lider Socijalističke partije Egipta i autor El Musavara, posjetio je Jugoslaviju i po povratku u Egipat organizirao predavanje o jugoslavenskom socijalizmu za 200 studenata. Egipatska je vlada 1950. godine zvanično zapriječila svaku distribuciju jugoslavenskih medija u zemlji. Nijaz Dizdarević, diplomat iz NR Bosne i Hercegovine i bivši borac Narodnooslobodilačke vojske Jugoslavije, poslan je u Egipat 1951. da organizira i sistematizira jugoslavenske napore u suradnji sa socijalistima i socijaldemokratima. Situacija se, međutim, brzo promijenila nakon Egipatske revolucije 1952. godine.

#### Razdoblje nakon 1952. godine
Nakon što je jugoslavenska vlada  zaključila da je novi režim u Kairu progresivan u svojoj orijentaciji i posvećen antikolonijalizmu i antiimperijalizmu u arapskom svijetu, Beograd je odlučio razvijati odnose s Egiptom kao temeljem njegove istočnomediteranske politike, dijelom motivirane namjerom da spriječi bilo kakve neootomanske poteze Turske, čiji je položaj ojačao Balkanski paktom sa Grčkom i Jugoslavijom. Godine 1953. Aleš Bebler, tadašnji jugoslavenski podsekretar za vanjske poslove, sastao se s Mahmudom Favzijem nakon čega je obavijestio Koču Popovića kako postoje dobri izgledi za buduće bliske odnose. Savezni sekretarijat za vanjske poslove SFR Jugoslavije odlučio je ojačati odnose s Egiptom slanjem istaknutog diplomata i budućeg ministra vanjskih poslova Marka Nikezića za novog veleposlanika u Egiptu u ožujku 1953. godine. Kasnije iste godine predsjednik Jugoslavije Josip Broz Tito dao je intervju za novine „El Đumurija” što je izazvalo značajan interes među egipatskim čitateljstvom. Po naputku britanskog ministarstva vanjskih poslova, veleposlanik Ujedinjenog Kraljevstva u Jugoslaviji Ivo Malet prosvjedovao je protiv snažnog proegipatskog stava u jugoslavenskim medijima tijkom Sueske kriza 1953. godine. Velika Britanija bila je posebice zabrinuta oko razvoja vojne suradnje između dvije zemlje, u vrijeme kada je London uveo embargo na izvoz oružja Egiptu.
Vjeruje se kako je upravo Egipat 1954. godine pružio podršku jugoslavenskim naporima da se pokrene pružanje značajne vojne pomoći Oslobodilačkom frontu Alžira time što je nominalno kupovao jugoslavensko oružje koje je potom prebacivano u Alžir. Na povratku iz Indije, predsjednik Tito i predsjednik Egipta Gamal Abdel Naser prvi su se put susreli 1954. na brodu Galeb u Sueskom kanalu. Jugoslavenska strana  odbacila je ideju da predsjednik posjeti i Kairo, navodeći kako bi posjet bio neprimjereno kratak, a zapravo je željela ne antagonizirati Izrael u nadi kako bi upravo Beograd mogao pomoći u deeskalaciji izraelsko-arapskog sukoba. Zajedno s Indijom, Egipat i Jugoslavija odigrali su ključnu ulogu u uspostavljanju Pokreta nesvrstanih. Sastanak jugoslavenskog predsjednika Josipa Broza Tita, indijskog premijera Džavaharlala Nehrua i predsjednika Egipta Gamala Abdela Nasera održan je na hrvatskom otočju Brijuni 19. srpnja 1956. godine. Trojica lidera potpisala su dokument u kome se izražava: “Mir se ne može postići podjelom, već težnjom ka kolektivnoj sigurnosti na globalnoj razini. Ostvaren širenjem prostora slobode, kao i okončanjem dominacije jedne zemlje nad drugom”. Ponovni formalni kontakti između Jugoslavije i Jedinstvene egipatske komunističke partije uspostavljeni su tek 1956. godine u nastojanju egipatske partije da se distancira od ovisnosti o Sovjetskom Savezu nakon 20. kongresa KPSS i želje za suradnjom s Naserom i njegovim režimom. U veljači 1958. godine delegacija islamske zajednice Jugoslavije posjetila je Egipat, gdje je sa Sveučilištem Al-Azhar postigla sporazum o obrazovanju studenata iz Jugoslavije. Jugoslavenske vlasti su preferirale da njezini muslimanski građani stječu visoko vjersko obrazovanje u Egiptu ili Alžiru, a ne u Saudijskoj Arabiji, ali je popularnost Kaira opadala zbog percepcije o veoma zahtjevnom studijskom programu koji je neke navodio na alternativni izbor Sveučilišta u Bagdadu. Maturanti vjeronaučnih programa na Bliskom istoku bili su suočeni s izvjesnom sumnjom jugoslovenskih vlasti po pravratku u zemlju.
Jugoslavenska narodna armija je bila jedna od 11 nacionalnih armija koje su dale doprinos Snagama Ujedinjenih naroda za izvanredne situacije (UNEF) nakon Sueske krize 1956. godine. 1957. godine u misiji je bilo oko 700 jugoslavenskih vojnika. Između 1956. i 1967. ukupan broj jugoslavenskih vojnika na Sinaju dosegao je  14 265.

#### Šestodnevni rat
Na početku Šestodnevnog rata Jugoslavija je pregovarala o evakuaciji svojih vojnika preko teritorija pod kontrolom Izraela. Jugoslavija je osudila Izrael kao agresora i zatražila od Ujedinjenih naroda da zaustavi agresiju i 13. lipnja 1967. odlučila prekinuti formalne odnose s Tel Avivom. Beograd je odlučio podržati Egipat pružanjem vojne i humanitarne pomoći koju je zatražio egipatski veleposlanik u Beogradu, a prve dostave stigle su za 15 dana. Nakon poraza Egipta u ratu jugoslavenska strana osigurala je dodatnih 7 tona medicinskog materijala, 30 000 tona kukuruza, 10 000 tona šećera, 1000 tona ribe u konzervi, 200 tona mlijeka u prahu, 500 tona sira i 500 000 pari cipela. Predsjednik Jugoslavije Tito je čak izvan uobičajene prakse sudjelovao na konferenciji Varšavskog pakta 1967. Bio je to jedini put kada je predsjednik Jugoslavije bio prisutan na konferenciji rog vojnog bloka, što je dovelo do kratkotrajnog zbližavanja s Istočnim blokom koje je naglo okončano zbog invazije Varšavskog pakta na Čehoslovačku 1968. godine. U nastojanju da se zemlje Istočnog bloka uvjere da pruže podršku Egiptu, zemljama Varšavskog pakta dozvoljeno je i korištenje jugoslavenskog zračnog prostora za isporuke vojne pomoći. Koča Popović posjetio je Kairo nakon okončanja neprijateljstava, dok je Tito posjetio Egipat u srpnju 1967. godine, što je sve dovelo i do značajne buduće vojne suradnje.